# Sabina da Baviera
Sabina da Baviera-Munique (Munique, 24 de abril de 1492 — Nürtingen, 30 de agosto de 1564) foi duquesa da Baviera por nascimento e duquesa consorte de Württemberg pelo seu casamento com Ulrico de Württemberg.

## Família
Sabina foi a terceira filha e criança nascida do duque Alberto IV da Baviera e da arquiduquesa Cunegunda da Áustria. Os seus avós paternos eram o duque Alberto III da Baviera e sua segunda esposa, Ana de Brunsvique-Grubenhagen-Einbeck. Os seus avós maternos eram o imperador Frederico III do Sacro Império Romano-Germânico e a infanta Leonor de Portugal.

## Biografia
Aos seis anos de idade, Sabina foi prometida em casamento a Ulrico, filho do conde Henrique de Württemberg e de Isabel de Zweibrücken-Bitsch, pelo seu tio, o imperador Maximiliano I do Sacro Império Romano-Germânico. Quinze anos depois, eles se casaram em Estugarda, no dia 2 de março de 1511.
A união que gerou dois filhos, contudo, era infeliz devido as tendências violentas do duque, que era conhecido como o Henrique VIII da Suábia.
Em 1515, temendo por sua vida, a duquesa fugiu de Württemberg para a corte da Baviera, após o assassinato de Hans von Hutten, um parente de Ulrich von Hutten, pelo seu marido. Seu irmão, o duque Guilherme IV da Baviera, levou seus filhos até ela, em 1519.
Ela apenas retornou ao ducado quando o seu filho, Cristóvão, sucedeu ao pai, em 1550. Passou a morar em Nürtingen, que virou uma corte protestante. 
Sabina faleceu no dia 30 de agosto de 1564, aos 72 anos, e foi enterrada na Igreja Colegiada de São Jorge, na Tubinga.

## Descendência
- Ana de Württemberg (30 de janeiro de 1513 – 29 de janeiro de 1530), não se casou e nem teve filhos;
- Cristóvão de Württemberg (12 de maio de 1515 – 28 de dezembro de 1568), sucessor do pai. Foi marido de Ana Maria de Brandemburgo-Ansbach, com quem teve doze filhos.